# Transiciones punitivas
Las transiciones punitivas son un ejemplo de los distintos ejemplos de justicia transicional que ofrece la historia reciente como mecanismo particular para hacer frente a las tensiones entre justicia y paz. Los tipos básicos de estos mecanismos son modelos o herramientas esquemáticas, útiles para comprender los diversos elementos que están en juego en los procesos transicionales. Las transiciones punitivas forman parte de los modelos radicales, que son cuestionados como tipos de justicia transicional. Si bien dichos modelos describen la transición de un estado de guerra a uno de paz, no resuelven la tensión entre justicia y paz a través de la consecución de un equilibrio entre las dos exigencias, sino más bien a través de la elección de una sola de ellas. 
Por ejemplo, las transiciones punitivas imponen justicia sin negociación. Ejemplos de estas transiciones son los casos de Núremberg, Ruanda y Yugoslavia, donde se actuó bajo la premisa de que sólo mediante el castigo de los responsables es posible erigir un nuevo orden democrático fundado en el respeto de los derechos humanos. La manera de castigar a los culpables dentro de este modelo es por medio del establecimiento de tribunales ad hoc, aunque para ello son necesarias las siguientes condiciones políticas y jurídicas:
1. Victoria militar de una de las partes del conflicto armado que instaure los tribunales encargados de juzgar los crímenes cometidos durante el conflicto.
2. Juicio legítimo unilateral por la parte triunfadora.
3. Investigación y enjuiciamiento de los crímenes por parte de un sistema penal eficaz, evitando así que el proceso acabe siendo deslegitimado por ineficiencia.